# تیم ملی فوتبال بحرین
تیم ملی فوتبال بحرین (به عربى: منتخب البحرين لكرة القدم) نماینده فوتبال کشور بحرین در مسابقات بین‌المللی است. این تیم مجموعه‌ای است از بهترین بازیکنان رشته فوتبال در بحرین و زیر نظر فدراسیون فوتبال این کشور فعالیت می‌کند.این کشور تا سال ۱۹۶۶ جزوی از سرزمین‌های فرادریایی بریتانیا محسوب میشد و تیم ملی فوتبال آن تشکیل نشده بود.
بحرین هنوز نتوانسته‌است به دور پایانی جام جهانی فوتبال راه یابد.

## نتایج درجام جهانی
- ۱۹۳۰: جزوی از سرزمین های بریتانیای کبیر محسوب میشد‌.
- ۱۹۳۴: جزوی از سرزمین های بریتانیای کبیر محسوب میشد‌
- ۱۹۳۸: جزوی از سرزمین های بریتانیای کبیر محسوب میشد‌
- ۱۹۵۰: جزوی از سرزمین های بریتانیای کبیر محسوب میشد‌
- ۱۹۵۴: جزوی از سرزمین های بریتانیای کبیر محسوب میشد‌
- ۱۹۵۸: جزوی از سرزمین های بریتانیای کبیر محسوب میشد‌
- ۱۹۶۲: جزوی از سرزمین های بریتانیای کبیر محسوب میشد‌
- ۱۹۶۶: جزوی از سرزمین های بریتانیای کبیر محسوب میشد‌
- ۱۹۷۰: جزوی از سرزمین های بریتانیای کبیر محسوب میشد‌
- ۱۹۷۴: حضور نداشت
- ۱۹۷۸: دور مقدماتی
- ۱۹۸۲: دور مقدماتی
- ۱۹۸۶: دور مقدماتی
- ۱۹۹۰: دور مقدماتی
- ۱۹۹۴: دور مقدماتی
- ۱۹۹۸: دور مقدماتی
- ۲۰۰۲: دور مقدماتی
- ۲۰۰۶: مرحله پلی اف مقدماتی
- ۲۰۱۰: مرحلهٔ پلی‌آف مقدماتی
- ۲۰۱۴: دوره مقدماتی
- ۲۰۱۸: دوره مقدماتی
- ۲۰۲۲: دوره مقدماتی

## نتایج درجام ملت‌های آسیا
- ۱۹۵۶ تا ۱۹۶۸| جزوی از سرزمین های بریتانیای کبیر محسوب میشد‌.
- ۱۹۷۲| مقدماتی
- ۱۹۷۶| مقدماتی
- ۱۹۸۰| مقدماتی
- ۱۹۸۴| حضور نیافت
- ۱۹۸۸| گروهی حذف شد=رتبه ۹
- ۱۹۹۲| موفق به حضور نشد
- ۱۹۹۶| مقدماتی
- ۲۰۰۰| موفق به حضور نشد
- ۲۰۰۴| مقام چهارمی=رتبه ۴
- ۲۰۰۷| گروهی حذف شد=رتبه ۱۳
- ۲۰۱۱| گروهی حذف شد=رتبه ۱۱
- ۲۰۱۵| گروهی حذف شد=رتبه ۱۲
- ۲۰۱۹| حذف در مرحله ۱/۱۶=رتبه ۱۴

## سرمربیان
| نام                          | ملیت                             | مدت سرمربیگری | نام            | ملیت      | مدت سرمربیگری |
| ---------------------------- | -------------------------------- | ------------- | -------------- | --------- | ------------- |
| عماد المواده و عبدالسلام علم | بحرین                            | ۱۹۶۶          | یوزف هیکرسبرگر | اتریش     | ۲۰۱۰          |
| حماد الشرقاوی                | مصر                              | ۱۹۷۰-۷۴       | مرجان عید      | بحرین     | ۲۰۱۰-موقت     |
| دنی مک‌لنن                    | اسکاتلند                         | ۱۹۷۴-۷۵       | سلمان شریده    | بحرین     | ۲۰۱۰-۱۱       |
| جک منسل                      | انگلستان                         | ۱۹۷۶          | پیتر تیلور     | انگلستان  | ۲۰۱۱-۱۲       |
| مال تامپسون و مایکل گورمن    | انگلستان                         | ۱۹۷۹          | گابریل کالدرون | آرژانتین  | ۲۰۱۲-۱۳       |
| لیوبیشا بروچیچ               | جمهوری فدرال سوسیالیستی یوگسلاوی | ۱۹۷۹-۸۱       | آنتونی هادسون  | انگلستان  | ۲۰۱۳-۱۴       |
| علی احمد فاروق               | بحرین                            | ۱۹۸۱          | عدنان حمد      | عراق      | ۲۰۱۴          |
| سباستیائو پریرا د آرائوخو    | برزیل                            | ۱۹۸۲-۸۴       | مرجان عید      | بحرین     | ۲۰۱۴-۱۵       |
| کیت بورکینشو                 | انگلستان                         | ۱۹۸۴-۸۶       | سرخیو باتیستا  | آرژانتین  | ۲۰۱۵-۱۶       |
| عبدالمجید الشتالی            | تونس                             | ۱۹۸۸          | میروسلاو سوکوپ | جمهوری چک | ۲۰۱۶-۱۹       |
| اولی ماسلو                   | آلمان                            | ۱۹۹۰          | الیو سوزا      | پرتغال    | -۲۰۱۹         |
| سباستیائو پریرا د آرائوخو    | برزیل                            | ۱۹۹۲-۹۳       |                |           |               |
| ایوان کاتالینیچ              | جمهوری فدرال سوسیالیستی یوگسلاوی | ۱۹۹۴          |                |           |               |
| حمد رشید ناصر النیامی        | بحرین                            | ۱۹۹۴          |                |           |               |
| فواد بوشقر                   | بحرین                            | ۱۹۹۶          |                |           |               |
| یوزف هیکرسبرگر               | اتریش                            | ۱۹۹۷          |                |           |               |
| ارنستو روزا گوآدس            | برزیل                            | ۱۹۹۸          |                |           |               |
| الکساندرو مولدوان            | رومانی                           | ۱۹۹۹          |                |           |               |
| سلمان شریده                  | بحرین                            | ۲۰۰۰          |                |           |               |
| ویکتور استانکولسکو           | رومانی                           | ۲۰۰۰-۰۱       |                |           |               |
| ولفگانگ سیدکا                | آلمان                            | ۲۰۰۱-۰۲       |                |           |               |
| ایو اربر                     | فرانسه                           | ۲۰۰۳          |                |           |               |
| سرچکو یوریچیچ                | کرواسی                           | ۲۰۰۳-۰۵       |                |           |               |
| ولفگانگ سیدکا                | آلمان                            | ۲۰۰۵          |                |           |               |
| لوکا پرزویچ                  | کرواسی                           | ۲۰۰۵-۰۶       |                |           |               |
| ریاض الثوادی                 | بحرین                            | ۲۰۰۶-موقت     |                |           |               |
| هانس-پیتر بریگل              | آلمان                            | ۲۰۰۶-۰۷       |                |           |               |
| سناد کرسو                    | بوسنی و هرزگوین                  | ۲۰۰۷-موقت     |                |           |               |
| میلان ماچالا                 | جمهوری چک                        | ۲۰۰۸-۱۰       |                |           |               |